# غار چاه وقه ۱
اشکفت چاه وقه ۱ مربوط به دوران پارینه‌سنگی جدید و دوران فرادیرینه‌سنگی است و در شهرستان پاسارگاد، بخش مرکزی، دهستان سرپنیران، شمال شرقی روستای علی‌آباد، کیلومتری ۴ جاده سعادت به ارسنجان، ۳۰۰ متری شمال ایستگاه گاز واقع شده و این اثر در تاریخ ۳۰ بهمن ۱۳۸۶ با شمارهٔ ثبت ۲۰۸۰۲ به‌عنوان یکی از آثار ملی ایران به ثبت رسیده است.